# Coustaussa
Coustaussa ist eine auf 320 Metern über Meereshöhe gelegene Ortschaft und eine Gemeinde im französischen Département Aude in der Region Okzitanien. Sie gehört zum Arrondissement Limoux und zum Kanton La Haute-Vallée de l’Aude. 

## Lage und Infrastruktur
Das Gemeindegebiet ist Teil des Regionalen Naturparks Corbières-Fenouillèdes.
Durch das Gemeindegebiet führt die ehemalige Route nationale 613 (heutige D118). Nachbargemeinden sind Luc-sur-Aude im Nordwesten, Cassaignes im Norden, Rennes-les-Bains im Südosten und Couiza im Südwesten.

## Bevölkerungsentwicklung
| Jahr      | 1962 | 1968 | 1975 | 1982 | 1990 | 1999 | 2008 | 2017 |
| --------- | ---- | ---- | ---- | ---- | ---- | ---- | ---- | ---- |
| Einwohner | 76   | 69   | 59   | 52   | 43   | 49   | 55   | 52   |

## Sehenswürdigkeiten

Burgruine

- Burgruine

## Wirtschaft
In Coustaussa sind Rebflächen für die Herkunftsbezeichnungen Crémant de Limoux und Blanquette méthode ancestrale zugelassen.